# Треклянска река
Треклянска река (или Раянска река) е река в Южна България, област Перник, общини Трън и Земен и област Кюстендил, община Трекляно, десен приток на река Струма. Дължината ѝ е над 50 km, която ѝ отрежда 88-о място сред реките на България. Отводнява източните склонове на планината Кървав камък, Милевска планина и Кобилска планина, северните и източните склонове на Земенска планина, западните и южни склонове на Пенкьовска планина и западните склонове на Рудина планина.
Треклянска река извира под името Меланщица на 1286 m н.в. в южната част на планината Боховска, на 300 m югозападно от граничния със Сърбия връх Огорелица (1318 m), в Община Трън, на област Перник. По цялото си протежение, с изключение на 2 места – в района на селата Трекляно и Пещера, където има малки долинни разширения, реката протича в дълбока и тясна, слабо залесена долина. До село Габрешевци тече в южна посока между планините Кървав камък, Милевска планина и Кобилска планина на запад и Еловишка планина и Пенкьовска планина на изток. След село Дълга лука напуска Област Перник и навлиза в Област Кюстендил. След село Габрешевци Треклянска река рязко завива на изток и край с. Раянци под името Раянска река преминава през дългия 8,5 km Раянски пролом, разделящ Пенкьовска планина на север от Земенска планина на юг и отново се завръща в Област Перник. След като приеме отляво най-големия си приток река Явор (Пенкьовска река) завива на юг-югоизток и след 6 km се влива отдясно в река Струма на 595 m н.в., в северната част на град Земен.
Водосборният басейн на реката е доста обширен, като на юг, югозапад и запад граничи с водосборния басейн на река Драговищица (десен приток на Струма), на северозапад и север – с водосборния басейн на река Ерма, ляв приток на Нишава (от басейна на Дунав), а на изток – с водосборния басейн на река Светля (десен приток на Струма).
Основни притоци: → ляв приток, ← десен приток
- → Козлов дол
- → Трънов дол
- ← Поломщица
- ← Бъзовичка река
- ← Добридолска река
- → Явор (Пенкьовска река, най-голям приток)
- ← Стругалица

Максималният отток на реката е през март и минималният – през септември.
По течението на реката са разположени 11 населени места, в т.ч. 1 град и 10 села:
- Област Перник

- Община Трън – Горна Мелна, Долна Мелна, Дълга лука;

- Област Кюстендил

- Община Трекляно – Косово, Трекляно, Габрешевци;

- Област Перник

- Община Земен – Раянци, Калотинци, Враня стена, Пещера.

В реката се срещат балканска пъстърва и семейства видри.
На реката при село Калотинци през 80-те години на ХХ в. е започнало изграждането на язовирна стена, но строежът е замразен.
По долината на реката преминават участъци от два пътя от Държавната пътна мрежа:
- Участък от 15,8 km от град Земен до Габрешевци от третокласен път № 623 Дупница – Бобов дол – Земен – Габрешевци;
- Участък от 5 km от село Трекляно до Габрешевци от третокласен път № 637 Трън – Трекляно – Драговищица.

## Топографска карта
- Лист от карта K-34-46. Мащаб: 1 : 100 000.
- Лист от карта K-34-58. Мащаб: 1 : 100 000.